# Perpendicular de proa y popa

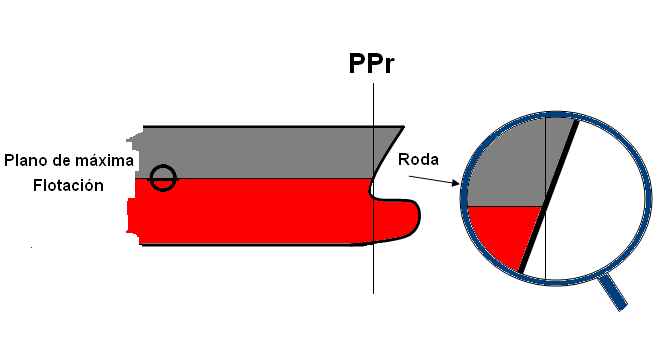
Esquema de proa. Detalle de la roda.

En náutica, la perpendicular de proa (Ppr) es la línea vertical trazada por la intersección de la máxima flotación con el canto de proa de la roda de un barco. A efectos prácticos, se determina que es la perpendicular correspondiente a la flotación de verano o línea de máxima carga.
La perpendicular de popa (Ppp) es la línea vertical cuya posición queda definida en función de la forma de la popa del buque. En los buques con timón y hélice en el plano diametral, o de crujía, la Ppp pasa por la cara de popa del codaste popel, mientras que en los buques con timón compensado en el plano diametral, la Ppp coincide con el eje del timón.
La definición de las perpendiculares de proa y popa cobran relevancia pues entre ambas se define la eslora entre perpendiculares, vital en los cálculos de estabilidad.

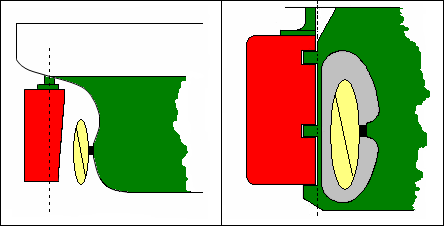
Popa crucero y popa con codaste.

Actualmente, en casi la totalidad de las construcciones, la perpendicular de popa coincide con el eje del timón.
Dado que todos los cálculos del diseño del casco consideran el calado en la perpendicular respectiva, las escalas deben colocarse tan cerca de ellas como sea posible.
Cuando por razones constructivas las escala de calado (de popa) deba grabarse muy alejada de la Ppp, el astillero suministrará una tabla de corrección al calado por lectura en escala auxiliar.

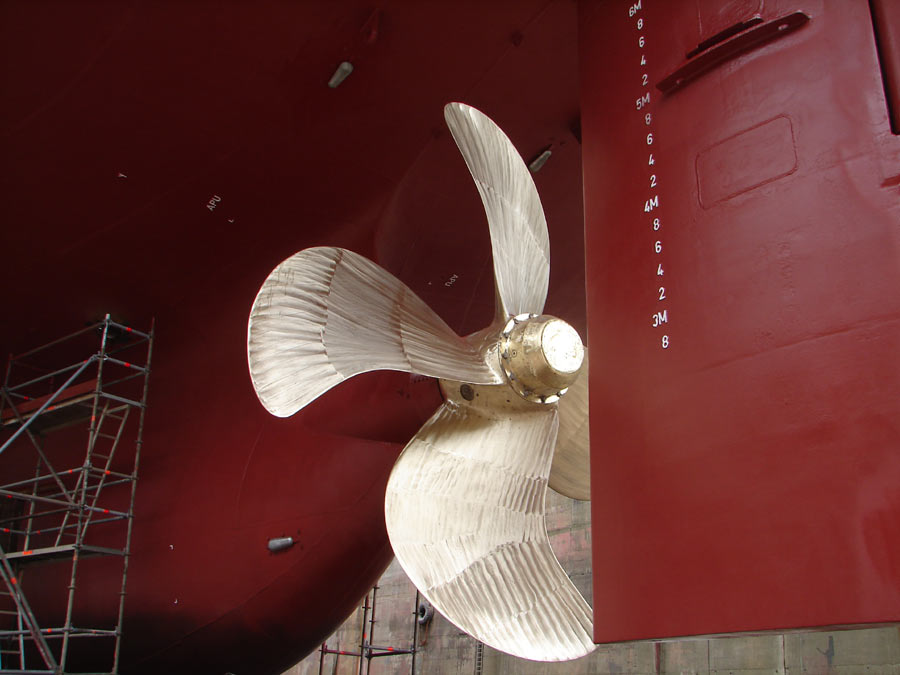
Escala métrica de calados en la perpendicular de popa.